# Филиппово (Курганская область)
Фили́ппово — деревня в Половинском районе Курганской области.

## География
Филиппово расположено в южной части Зауралья, на юге района и области, в 3 км к северу от границы России с Казахстаном. Населённый пункт, как и вся окружающая местность, расположен на Западно-Сибирской равнине, в природной зоне лесостепи. Деревня прилегает к одноимённому озеру, образуя таким образом дугу, охватывающую северо-восточный берег озера.
Расстояние по автодороге до районного центра — села Половинного — составляет 15 км.

## Население
| 1989 | 2002 | 2010 |
| ---- | ---- | ---- |
| 212  | ↗275 | ↘224 |